# Polyptychus trilineatus
Polyptychus trilineatus là một loài bướm đêm thuộc họ Sphingidae. Nó được tìm thấy nhiều khu vực của châu Á.

## Sự miêu tả

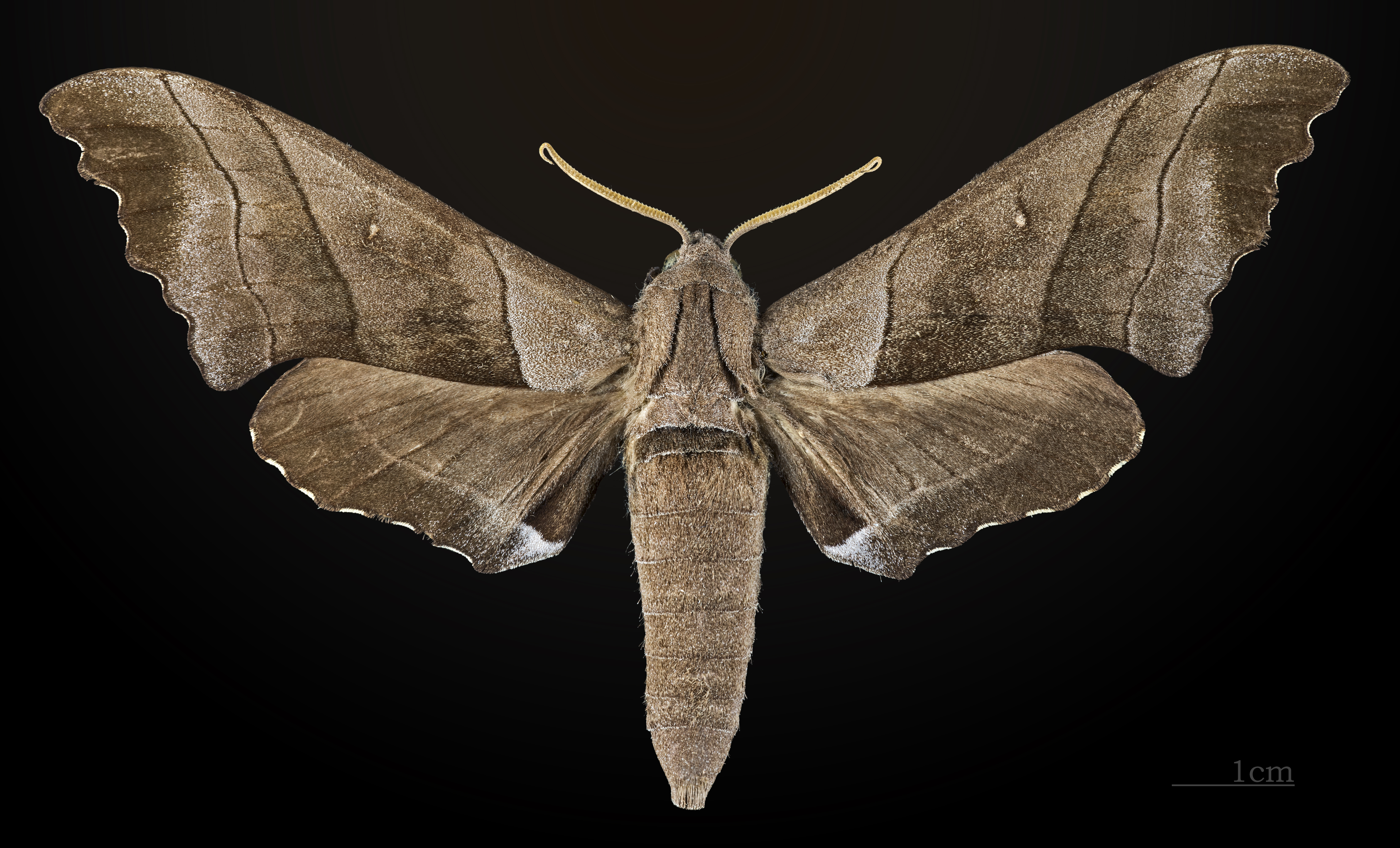
♂
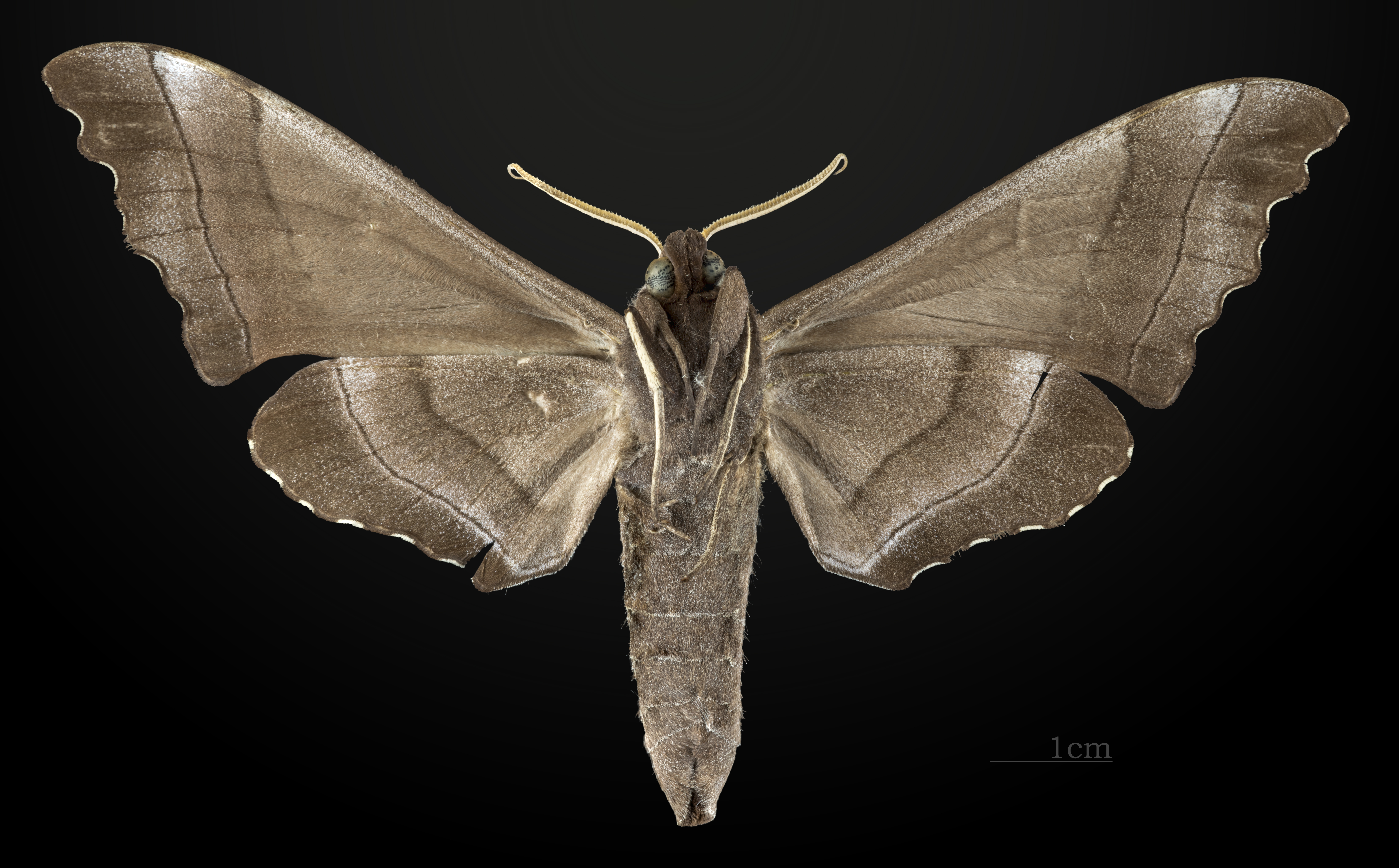
♂ △
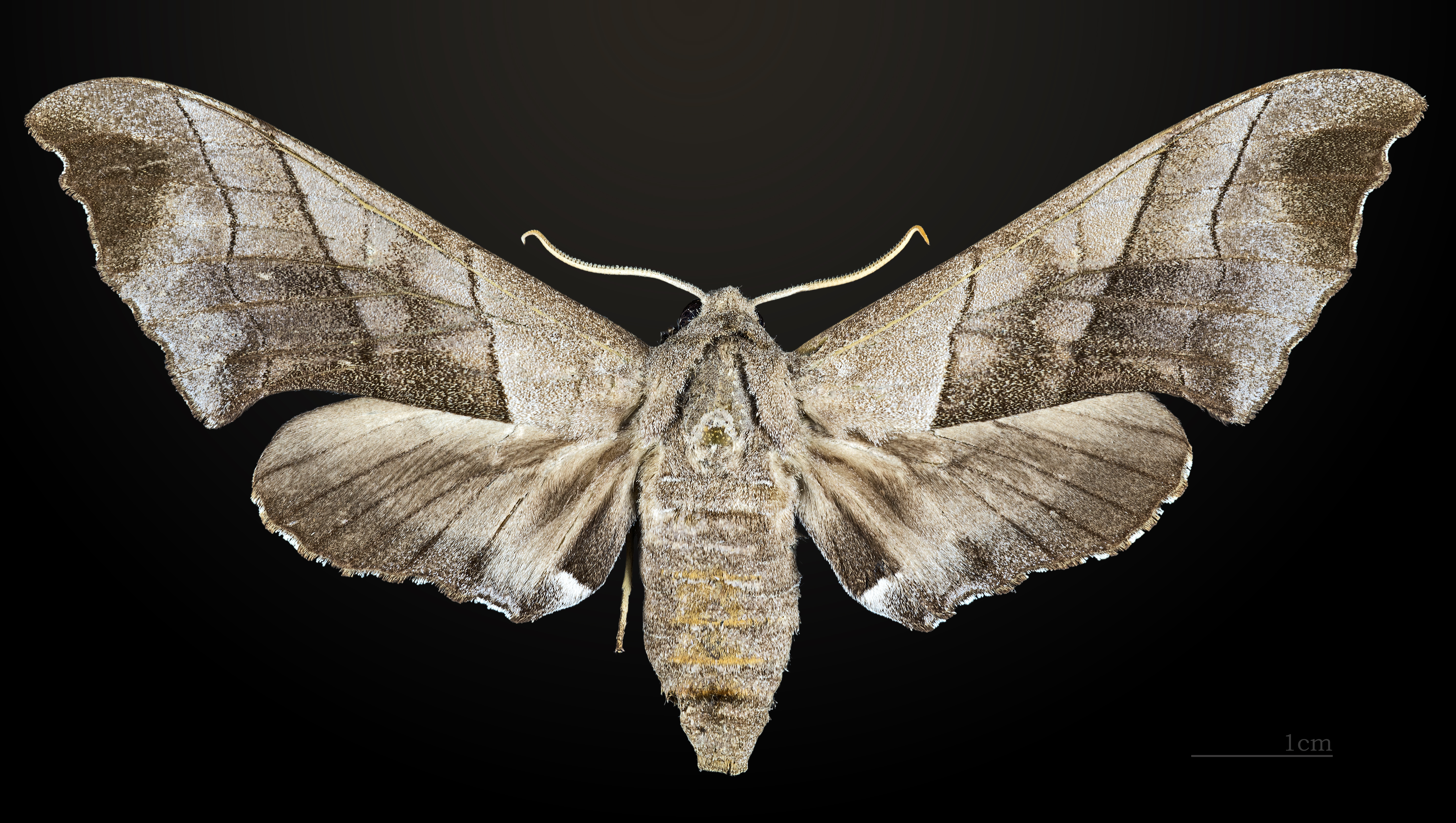
♀
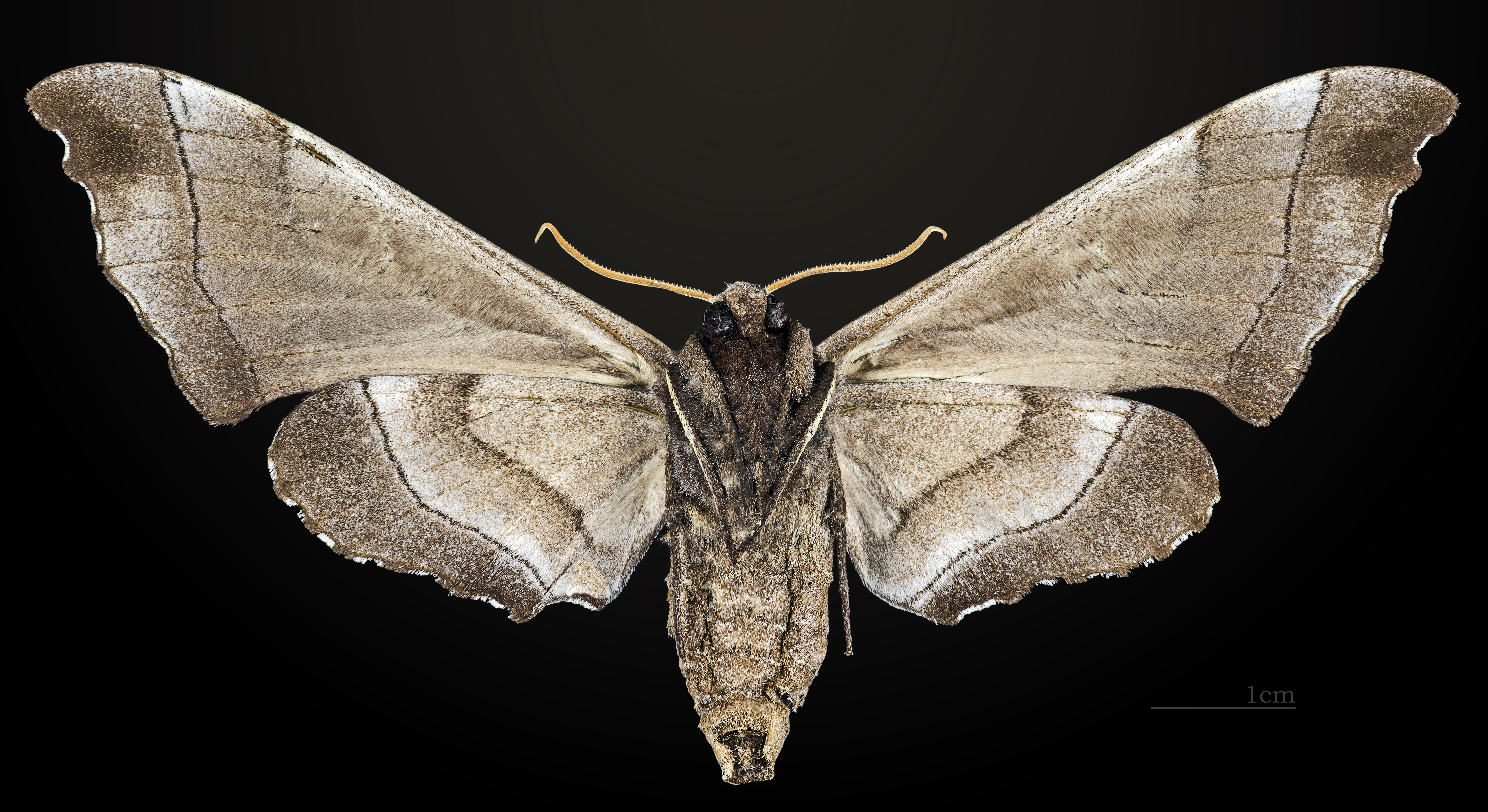
♀ △

Sải cánh dài 74–112 mm.
Ấu trùng ăn các loài Ehretia.

## Phân loài
- Polyptychus trilineatus trilineatus (miền bắc Ấn Độ, Nepal, Myanmar, miền nam Trung Quốc (Hải Nam), Thái Lan và Việt Nam)
- Polyptychus trilineatus celebensis Clark, 1929 (Sulawesi)
- Polyptychus trilineatus costalis Mell, 1922 (miền nam China)[3]
- Polyptychus trilineatus javanicus Gehlen, 1931
- Polyptychus trilineatus kelanus Jordan, 1930
- Polyptychus trilineatus luteatus Rothschild & Jordan, 1903 (miền nam Ấn Độ, Sri Lanka)
- Polyptychus trilineatus mincopicus Jordan, 1930
- Polyptychus trilineatus sonantis Jordan, 1930
- Polyptychus trilineatus philippinensis Rothschild & Jordan, 1903 (Philippines)

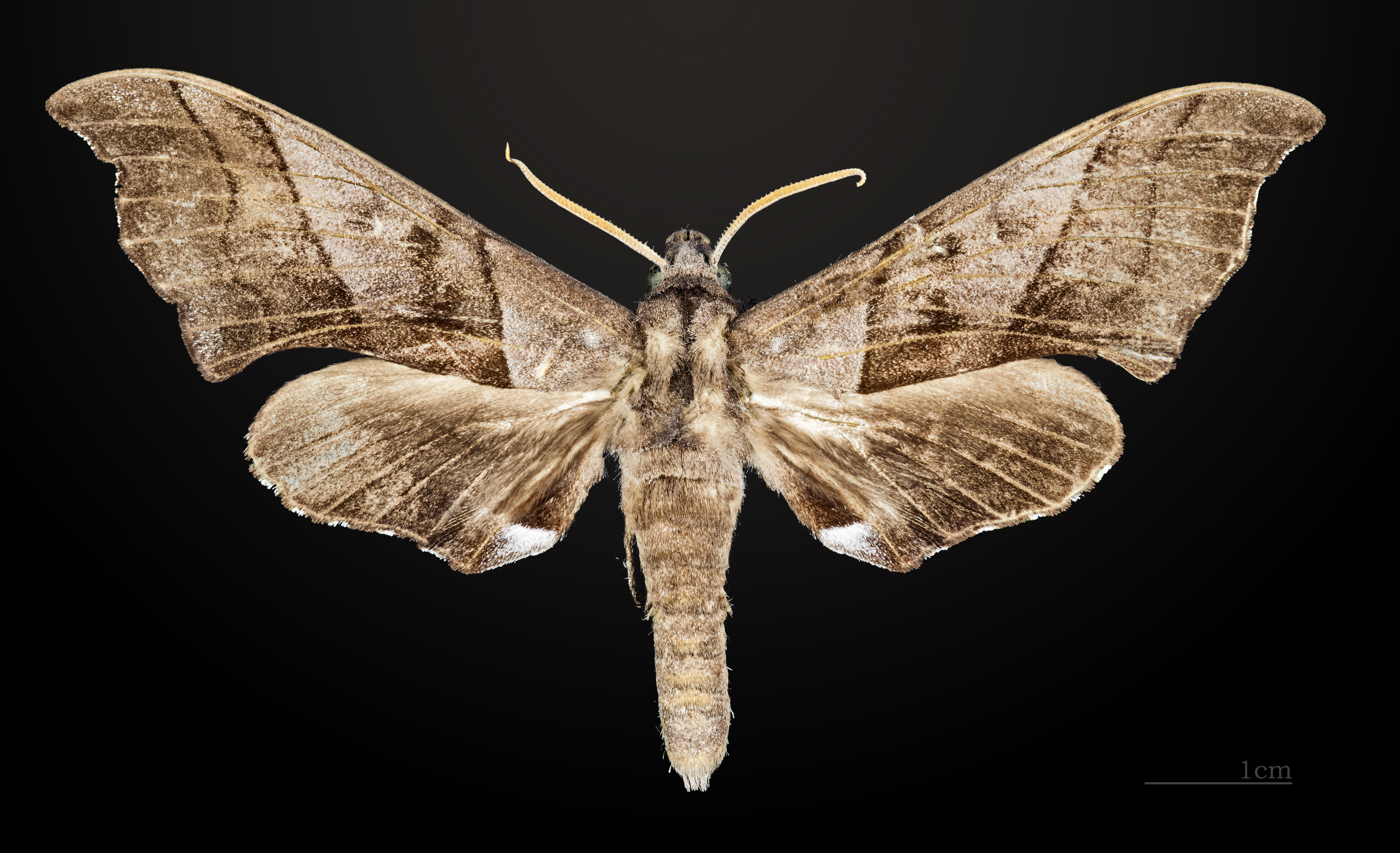
Polyptychus trilineatus celebensis ♂
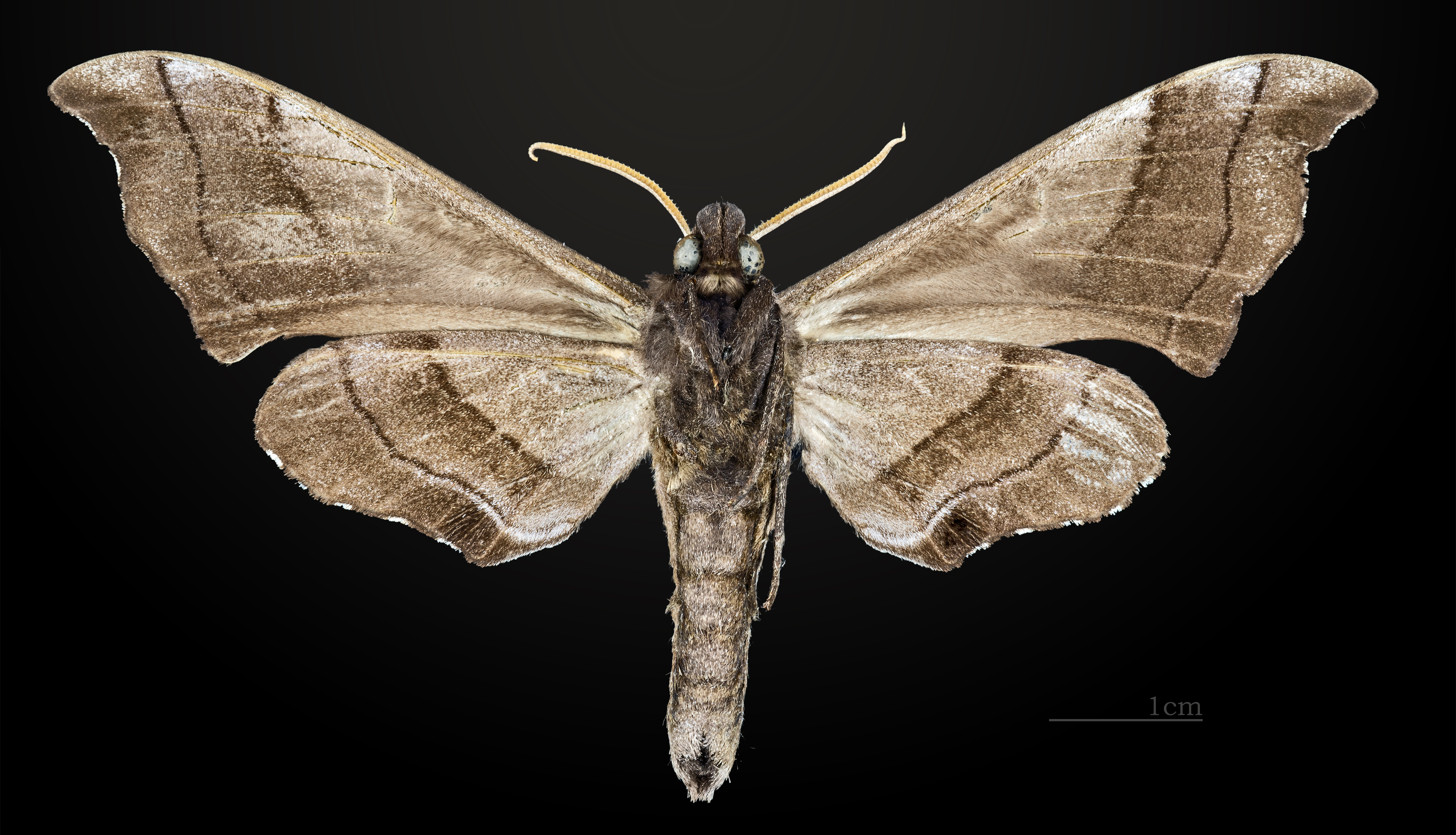
Polyptychus trilineatus celebensis ♂ △
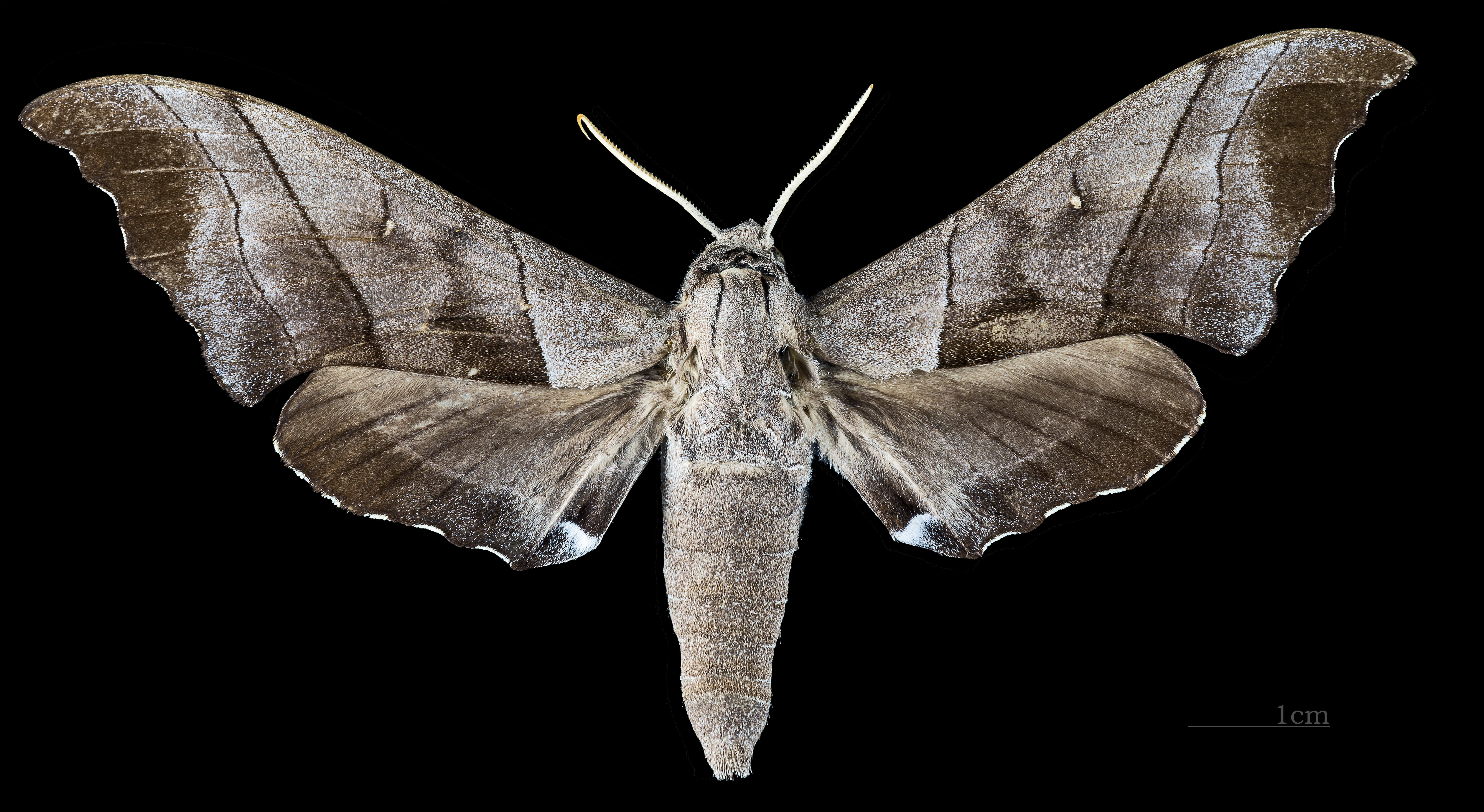
Polyptychus trilineatus javanicus ♂
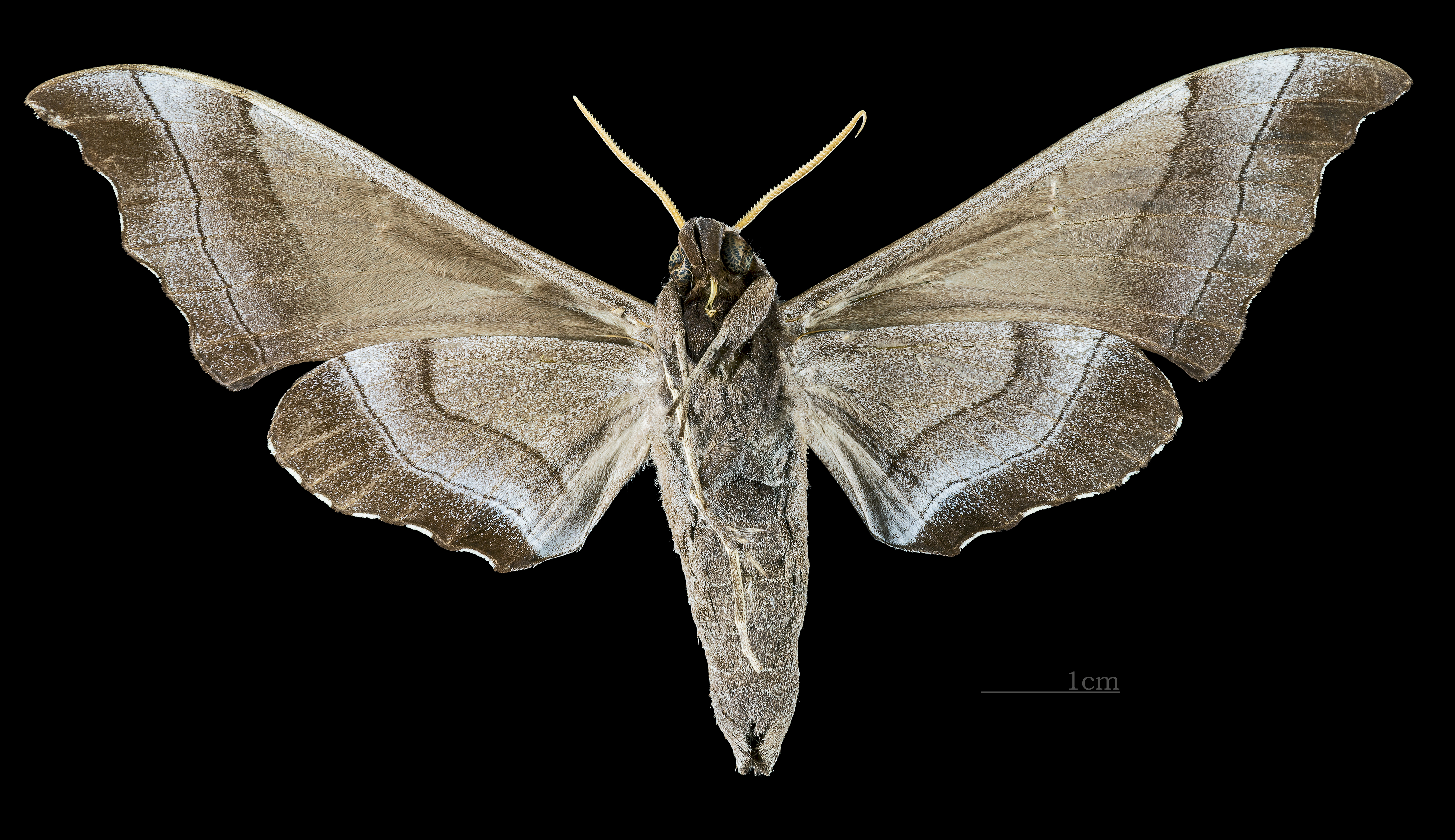
Polyptychus trilineatus javanicus ♂ △